# 1775 az irodalomban
Az 1775. év az irodalomban.

## Megjelent új művek

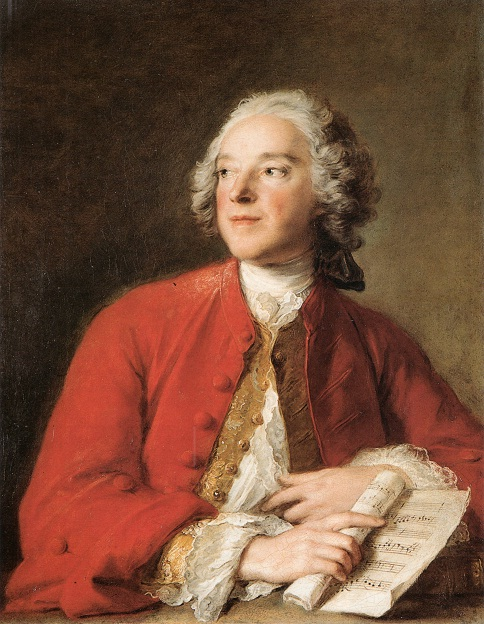
Beaumarchais portréja

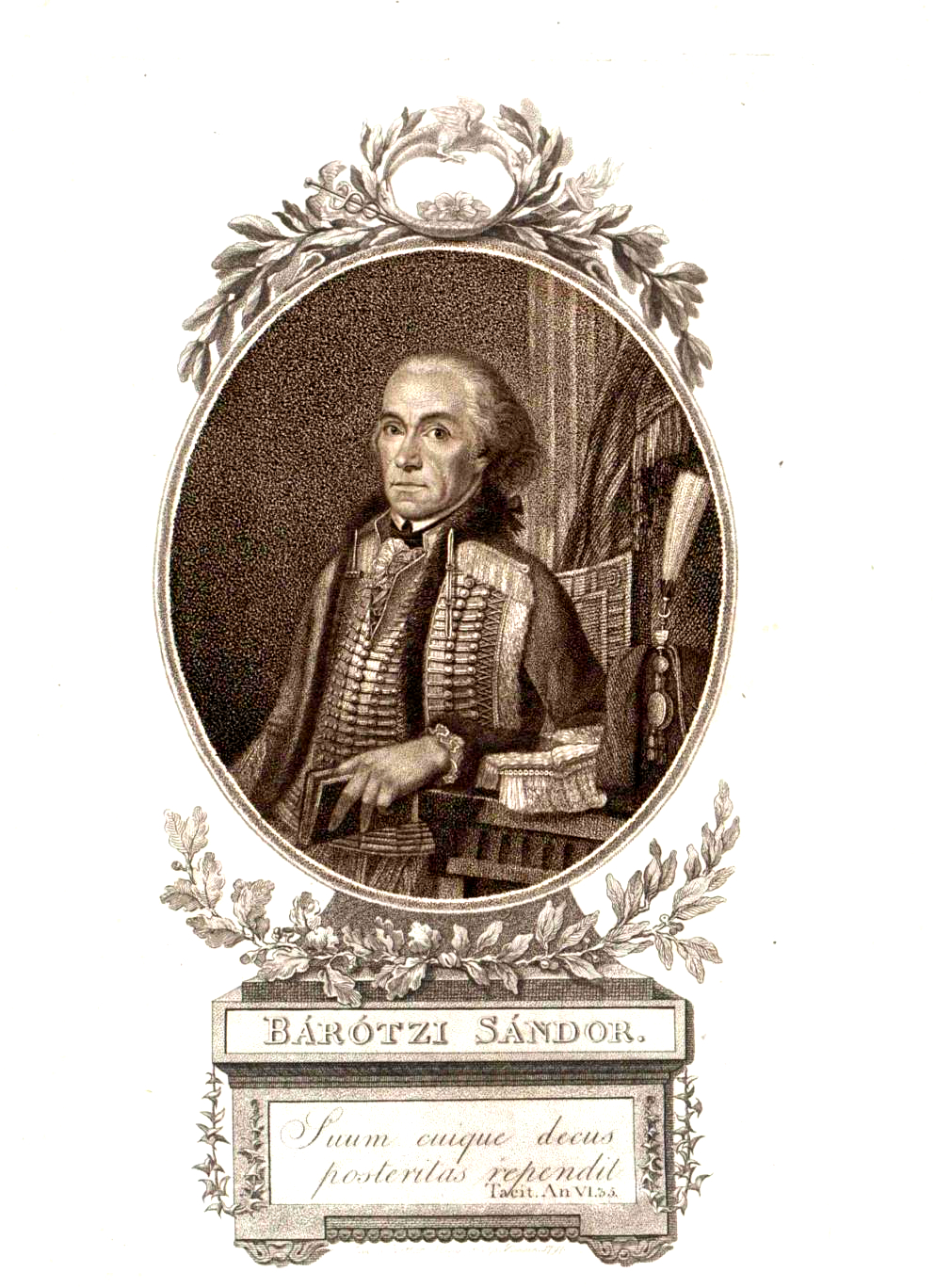
Báróczi Sándor

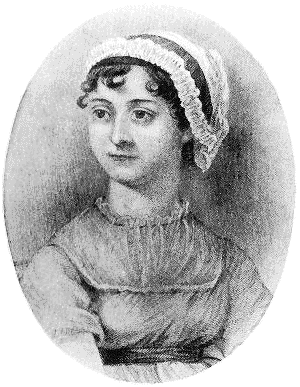
Jane Austen

- Samuel Johnson útibeszámolója: A Journey to the Western Islands of Scotland (Utazás Skócia nyugati szigeteire)
- Ignacy Krasicki lengyel költő komikus eposza: Myszeida (Egériász).
- Honoré-Gabriel Riquetti de Mirabeau: Essai sur le despotisme (Esszé a zsarnokságról).

### Dráma
- Beaumarchais vígjátéka: A sevillai borbély (Le barbier de Seville), bemutató.
- Bemutatják Richard Brinsley Sheridan angol drámaíró első színdarabját: The Rivals (A vetélytársak).
- Ugyanebben az évben játsszák Vittorio Alfieri olasz szerző első drámáját is, a Cleopatrát.

### Magyar irodalom
- Memoria Hungarorum címmel megjelenik Horányi Elektől a magyar írók lexikonának első kötete (1775–1777, Bécs és Pozsony).
- Báróczi Sándor átültetésében magyarul is megjelenik Jean-François Marmontel Contes moraux című híres elbeszélés-sorozata:

Erkölcsi Mesék mellyeket frantziából fordított Bárótzi Sándor Magyar Nemes Testőrző" (Bécs).

## Születések
- február 10. – Charles Lamb a romantika korának angol költője, esszéíró, irodalomkritikus († 1834)
- december 16. – Jane Austen angol regényírónő († 1817)

## Halálozások
- január 8. – John Baskerville, a 18. század egyik meghatározó betűöntője és nyomdásza  (* 1706)